# Thimphu
Thimphu je glavni grad države Butan.
Leži u dolini rijeke Wong. Okružen je tersastim poljima, pilane. Suvremenom cestom iz 1968. povezan je s Phuntsholingom, naseljem kroz koje vode glavne prometnice iz Butana za Indiju. Od spomenika klasične butanske arhitekture ističe se kraljevska rezidencija Tashi Choo Dzong.